# Jan Prušinovský
Jan Prušinovský (* 3. července 1979 Hořovice) je český filmový režisér a scenárista. Studoval Akademii J. A. Komenského, Vyšší odbornou školu publicistiky a scenáristiku a dramaturgii na FAMU; na FAMU absolvoval ve třetím ročníku scénářem ke snímku František je děvkař, který poté také režíroval. Spolupracoval na scénářích k filmům Rafťáci (2006) a Autopohádky (2011); pracoval jako asistent režie u filmu Jana Hřebejka Medvídek (2007). Napsal a režíroval televizní seriál Okresní přebor (2010) i následný film Okresní přebor – Poslední zápas Pepika Hnátka (2012). Natočil také televizní film V síti (2011) z cyklu Soukromé pasti. Pro Českou televizi dále napsal a režíroval oceňované komediální seriály Čtvrtá hvězda (spolu s Miroslavem Krobotem) a Trpaslík. V roce 2016 natočil film Kobry a užovky, za který byl oceněn Českým lvem. Na poli internetové dramatiky je známa jeho minisérie Autobazar Monte Karlo s Petrem Čtvrtníčkem v hlavní roli. V roce 2019 se scenáristicky a režijně podílel na úspěšné televizní sérii Most!.

## Filmografie
- Nejlepší je pěnivá, 2005, studentský film – scénář a režie
- Rafťáci, 2006 – spolupráce na scénáři
- František je děvkař, 2008 – scénář a režie
- Okresní přebor, 2010, televizní seriál – scénář a režie
- V síti, 2011, televizní film z cyklu Soukromé pasti
- Okresní přebor – Poslední zápas Pepika Hnátka, 2012 – scénář a režie
- Čtvrtá hvězda, 2014, televizní seriál – scénář a režie
- Kdyby byly ryby, 2014, televizní pohádka – spoluautor scénáře a režie
- Kobry a užovky, 2015
- Autobazar Monte Karlo, 2015, seriál
- Trpaslík, 2016, seriál
- Život je hra, 2018, seriál
- Všechno je jinak, 2019, seriál
- Most!, 2019, seriál
- Chyby, 2021
- Grand Prix, 2022
- Dobré ráno, Brno!, 2023–2024, seriál